# Hope (Idaho)
Hope – miasto w Stanach Zjednoczonych, w stanie Idaho, w hrabstwie Bonner, położone nad jeziorem Pend Oreille.